# Friedrich Siegmund Jucho

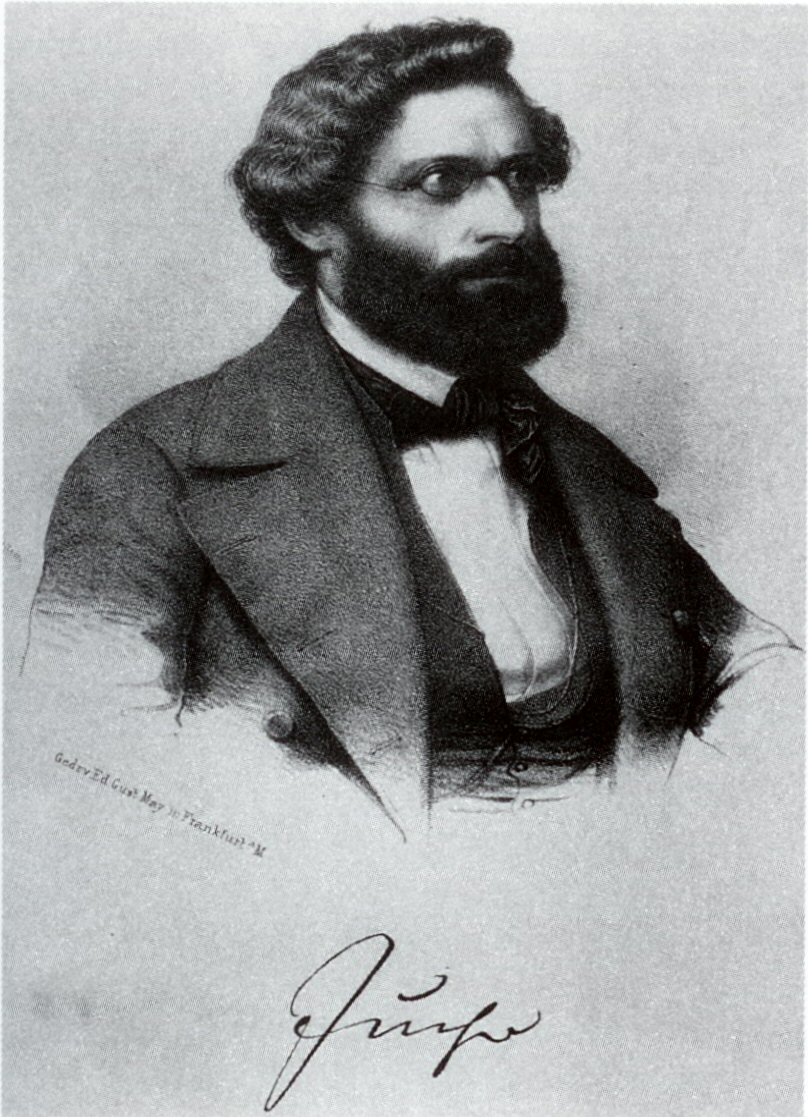
Friedrich Siegmund Jucho

Friedrich Siegmund Jucho (* 4. November 1805 in Frankfurt am Main; † 24. August 1884 ebenda) war ein deutscher Jurist, Notar, Geheimer Justizrat, Advokat und Politiker. 1848 war er als Abgeordneter der Freien Stadt Frankfurt Mitglied der Nationalversammlung in der Paulskirche.

## Herkunft und Familie
Jucho war der Sohn des Frankfurter Notars Martin Jucho. Seine Mutter stammte aus Wetzlar und war die Tochter eines Notars. Er war in erster (1840) und in zweiter Ehe (1843) mit Töchtern des Offenbacher Notars und Konsistorialrats Conrad Roediger verheiratet: Charlotte Susanne Roediger (1821–1842) und Elise Catharina Roediger (1814–1873). Jucho war ein Neffe des Frankfurter Politikers Friedrich Siegmund Feyerlein, der sich 1813 um die Wiederherstellung der Freien Stadt Frankfurt verdient gemacht hatte. Juchos Sohn aus erster Ehe Wilhelm (1841–1907) war ebenfalls Rechtsanwalt, Notar und Justizrat in Frankfurt. Dieser war verheiratet mit seiner Cousine Anna Sophie Roediger, Tochter des Leipziger Wollgroßhändlers Wilhelm Anton Roediger.

## Leben und Werk
Nach dem Besuch des Städtischen Gymnasiums in Frankfurt studierte Jucho ab 1823 Rechtswissenschaften in Halle, wo er jedoch wegen der Zugehörigkeit zu einer Burschenschaft relegiert wurde, ab 1824 in Jena und schließlich ab 1826 in Gießen, wo er 1827 zum Dr. iur. promoviert wurde. Im gleichen Jahr ließ er sich als Advokat in Frankfurt nieder, ab 1829 zusätzlich als Notar. Während seines Studiums wurde er 1823 Mitglied der Alten Halleschen Burschenschaft, 1824 der Jenaischen Burschenschaft und 1826 der Alten Gießener Burschenschaft Germania.
Jucho gehörte zu den Führern der liberalen Bewegung in Frankfurt. Er war Mitarbeiter der Rhein- und Mainzeitung, Mitglied im Zentralkomitee des Preß- und Vaterlandsvereins und nahm 1832 am Hambacher Fest teil. Im gleichen Jahr wurde er zu einer Geldstrafe verurteilt, weil er an illegalen Vereinssitzungen zur Diskussion der Maßnahmen des Bundestags gegen Presse- und Versammlungsfreiheit teilgenommen hatte. Unter der Anschuldigung, verbotene Schriften verteilt und Teilnehmern des Frankfurter Wachensturms zur Flucht verholfen zu haben, wurde er 1834 nach einer Hausdurchsuchung verhaftet und für vier Jahre in Arrest gehalten, zunächst in der Konstablerwache in Frankfurt, dann auf der Festung Hartenberg bei Mainz.
Nach einem mehrjährigen Prozess wurde er 1838 wegen Hochverrats zu sechs Monaten Zuchthaus und der Aberkennung der Notarseigenschaft verurteilt. Am 19. Mai 1839 erfolgte in zweiter Instanz (Oberappellationsgericht Lübeck) in Teilen ein Freispruch. Die bisherige Haft wurde zum Teil als Strafe angerechnet, die Dienstenthebung wurde aufgehoben. Im Zuge der Demagogenverfolgung wurde er im Schwarzen Buch der Frankfurter Bundeszentralbehörde (Eintrag Nr. 790) festgehalten. Am 25. Mai 1839 wurde er aus der Haft entlassen. Ab 1840 praktizierte er wieder als Rechtsanwalt in Frankfurt, wo er sich 1846/47 an Aktionen der vormärzlichen Bewegung beteiligte und unter anderem Mitglied im Hallgartenkreis um  Johann Adam von Itzstein war. Nach Ausbruch der Märzrevolution war er im März 1848 Schriftführer der Frankfurter Bürgerversammlung und Teilnehmer an der Heidelberger Versammlung der 51. Anschließend war er Mitglied des Frankfurter Vorparlaments, dessen Protokolle er herausgab, und Mitglied des Fünfzigerausschusses zur Vorbereitung der Wahlen zur Frankfurter Nationalversammlung.
Bei den Wahlen am 28. April 1848 erhielt Jucho 6.650 der 8.615 abgegebenen Stimmen und wurde als Abgeordneter der Freien Stadt Frankfurt in die Deutsche Nationalversammlung entsandt, der er vom 18. Mai 1848 bis zum Ende der Nationalversammlung in Frankfurt am 30. Mai 1849 angehörte. Er zählte zur Fraktion Westendhall, dem linken Zentrum, und später zum Centralmärzverein. Er war Schriftführer der Nationalversammlung, Mitglied der Revisionskommission zu den Verträgen des Fünfzigerausschusses und Mitglied der Deputation, die dem österreichischen Erzherzog Johann die Mitteilung von der Wahl zum Reichsverweser überbrachte. Nach der Auflösung der Nationalversammlung nahm Jucho an der Gothaer Versammlung teil.

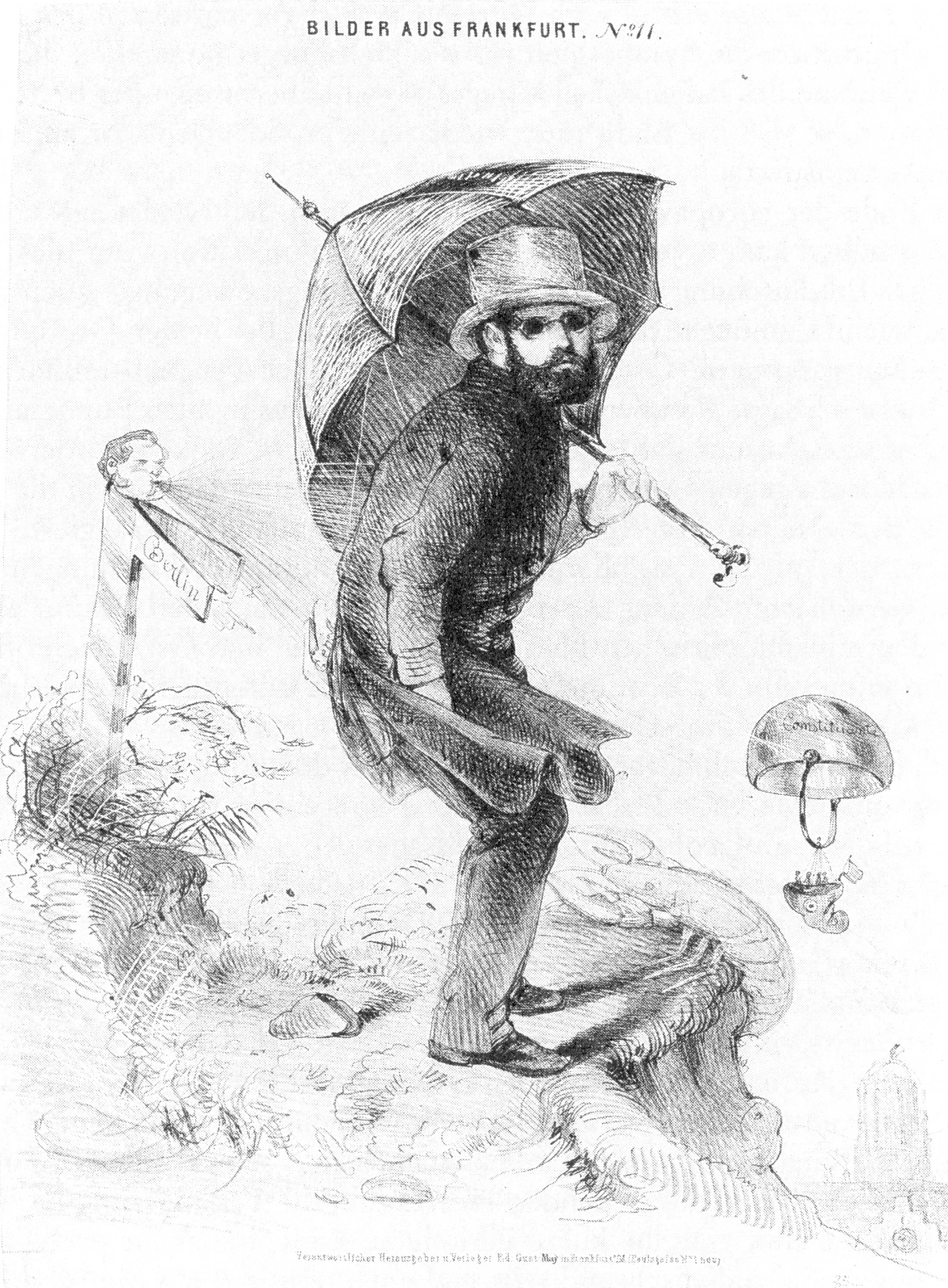
Friedrich Siegmund Jucho, der Nachlassverwalter der Nationalversammlung, auf der Flucht. Karikatur um die Jahreswende 1849/1850

Jucho geriet nach dem Ende des Paulskirchenparlaments in einen Konflikt mit dem Deutschen Bund. Er hatte das Archiv der Nationalversammlung mit dem Original der Verfassungsurkunde in Verwahrung genommen. Das Archiv nahmen ihm die städtischen Behörden 1852 mit Gewalt ab, die Verfassungsurkunde brachte er jedoch rechtzeitig nach England in Sicherheit. Dafür wurde er vor Gericht gezogen, jedoch vom Oberappellationsgericht Lübeck freigesprochen. 1870 schickte Jucho das Original der Verfassung an Eduard von Simson, den Präsidenten des Reichstages des Norddeutschen Bundes, welcher sie später dem Archiv des Deutschen Reichstags übergab.
Bis zur Annexion der Freien Stadt Frankfurt durch Preußen 1866 war Jucho auch in der Frankfurter Politik aktiv. 1848/49 war er Mitglied der Verfassunggebenden Versammlung (Konstituante), 1850 bis 1865 der Gesetzgebenden Versammlung und seit 1857 der Ständigen Bürgerrepräsentation. Jucho befürwortete einen freiwilligen Anschluss Frankfurts an Preußen, zog sich aber nach der gewaltsamen Eroberung und Annexion der Freien Stadt aus der Politik zurück.
Nach der Gründung des Deutschen Reiches 1871 gehörte er zu den Gründern des Nationalliberalen Vereins um Johannes Miquel. 1872 wurde er Vorsitzender des Deutschen Notariatsvereins.
Jucho starb am 24. August 1884 in Frankfurt. Sein Nachlass wird in verschiedenen Archiven verwahrt, so im Frankfurter Stadtarchiv, in der Universitätsbibliothek und im Bundesarchiv. Nach Jucho wurde eine Straße im Frankfurter Stadtteil Ostend benannt.

## Veröffentlichungen
- Geschichtliche Einleitung über die Entstehung der Vertretung des ganzen deutschen Volkes. Sauerländer, Frankfurt am Main 1848.
- An die gesamte Nationalgarde Wiens. Wien 1848.